# Мис Іллі
45°02′18″ пн. ш. 35°26′18″ сх. д. / 45.03833° пн. ш. 35.43833° сх. д.
Мис Іллі́ (Мис Свято́го Іллі́, крим. İlyas Burun) — мис, що видається в Чорне море оконечності гірського масиву Тепе-Оба у східній частині Кримських гір біля міста Феодосія, західна межа Феодосійської затоки.
В основному складається з глин, конгломератів, пісковиків та вапняків. У прибережної кромки галькові та гальково-валунні пляжі.
На мисі розташований відомий Іллінський маяк.

## Природа
Мис — ареал поширення рідкісної рослини — хріниці Турчанинова. Тут же зустрічаються екземпляри іншого кримського ендеміка — кендиря кримського.

## Історія

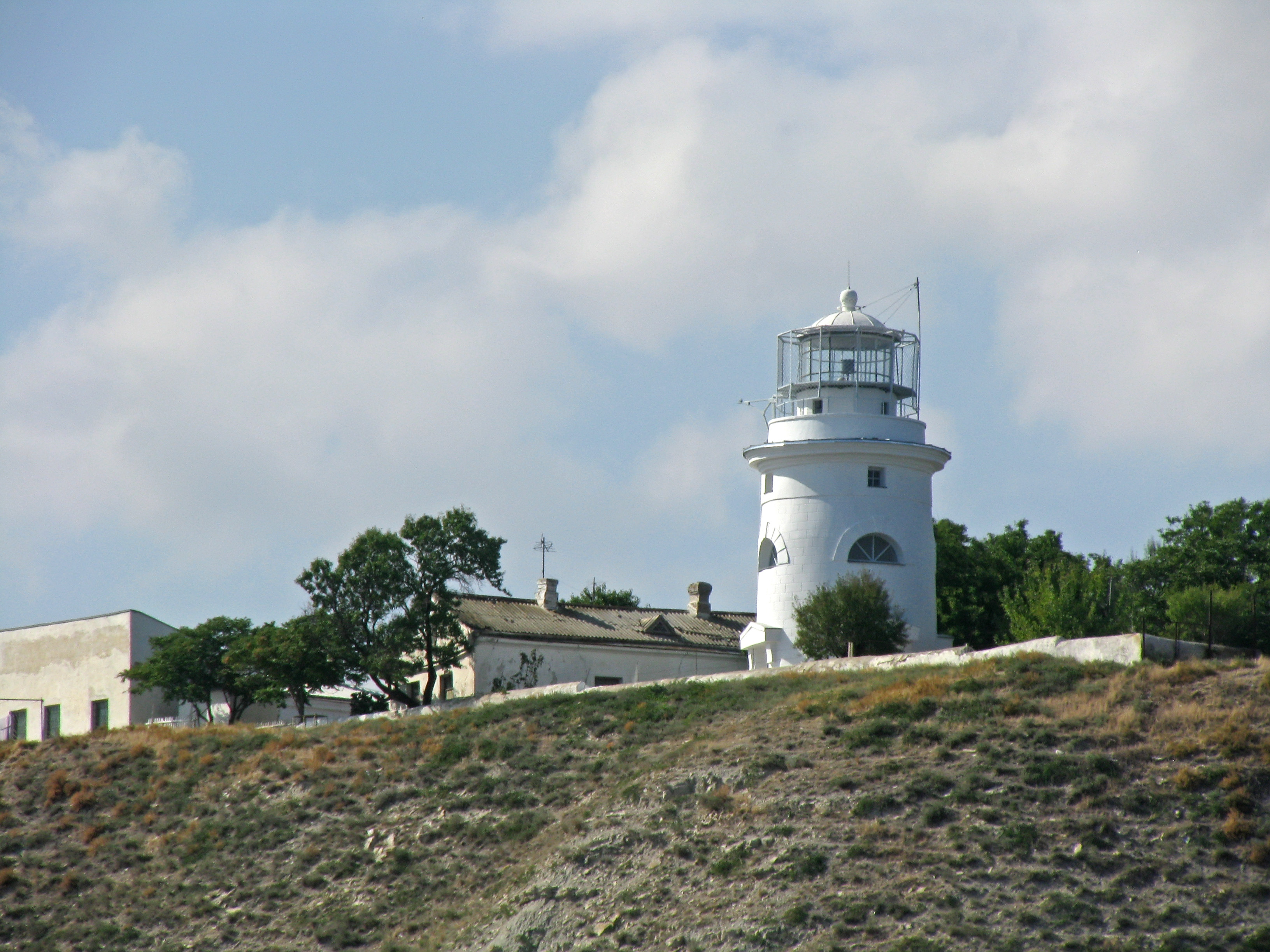
Маяк Святого Іллі, розташований на однойменному мисі

На мисі знаходилася давньогрецька церква Святого Іллі, час побудови якої невідомий. У 1816 році на її місці була побудована каплиця (в даний час від неї збереглися лише підстави стін).) При каплиці існувало кладовище Товариства Червоного Хреста.
16 лютого 1890 року недалеко від мису Святого Іллі розбився об підводне каміння і затонув пароплав «Великий князь Костянтин», а незабаром та ж доля спіткала і пароплав «Володимир».
Маяк на мисі Святого Іллі був споруджений (технік-будівельник А. А. Полонський) за обітницею Євдокії Миколаївни Рукавішникової, яка внесла значні особисті кошти та організувала збір коштів на будівництво, в пам'ять про чудесне зцілення сина від туберкульозу цілющим феодосійським кліматом. Висота маяка 66,3 метра. Урочисте відкриття маяка відбулося 17 лютого 1899 року. Маяк був обладнаний оптичним апаратом шведської системи Ліндберга, був встановлений і туманний дзвін. У 1902—1912 роках для маяка було збудовано кам'яну будівлю, встановлено пневматичну сирену високого та низького тонів. Під час Другої Світової війни споруди маяка були повністю зруйновані. Частину цінного обладнання вдалося демонтувати під час евакуації у вересні 1941 року. Відновлення маяка вдалося закінчити до 1954 року. У 1962 та 1968 роках було проведено модернізацію обладнання (встановлено світловий маяк, радіонавігаційні установки, радіолампи). У 1974 році зроблено капітальний ремонт маяка.
Під час розкопок кургану на мисі Святого Іллі в 1854 році ] Іваном Айвазовським спільно з археологом Сибірським були знайдені жіночі золоті сережки, що датуються IV століттям до нашої ери («Феодосійські сережки», нині в Ермітажі).
З часів Другої Світової війни на мисі збереглися руїни ДЗОТу.